# Uzundere
Uzundere là một huyện thuộc tỉnh Erzurum, Thổ Nhĩ Kỳ. Huyện có diện tích 416 km² và dân số thời điểm năm 2007 là 9338 người, mật độ 22 người/km².